# Rayman 2: The Great Escape
Rayman 2: The Great Escape is een platformspel. Het is als eerste uitgebracht op de Nintendo 64, Game Boy Color, PC, Sega Dreamcast, PlayStation en PlayStation 2. Later werd een remake uitgebracht voor de Nintendo 3DS, met de naam Rayman 3D. Het is het eerste spel uit de Rayman-serie dat volledig in 3D is gemaakt.

## Verhaallijn
Als Polokus, de God en schepper van een nieuwe planeet, de planeet verlaat, valt een leger van robo-piraten onder leiding van Admiral Razorbeard de planeet binnen en nemen ze iedereen gevangen als slaven op hun schip "The Buccaneer". Hun doel is om de wereld van Rayman en Globox te veroveren en de bevolking van deze wereld als slaven te onderwerpen.

### Wanneer Rayman nog geen maskers heeft
Aanvankelijk is Rayman gevangen in The Buccaneer, maar met de hulp van zijn beste vriend Globox kunnen ze ontsnappen. Globox geeft een zilveren lum aan Rayman, die hij heeft gekregen van Ly de fee. Nu heeft Rayman een nieuwe kracht en daarmee schiet hij het luchtrooster in hun cel kapot waardoor hij en Globox kunnen ontsnappen. Maar ze raken elkaar kwijt tijdens hun val naar beneden. Als Rayman op zoek gaat naar de hulp van Ly komt hij in The Woods of Light een paar baby's tegen die hun vader Globox terug willen.
Wanneer hij later bij de Teensies komt die Rayman de Hall of Doors laten zien, gaat Rayman via deze magische plek naar The Fairy Glade waar Ly gevangen zit. Wanneer Rayman in The Fairy Glade Ly heeft bevrijd vertelt ze Rayman dat de piraten The Heart of The World, de kern van de planeet, hebben gebroken in 1000 lums verspreid over de gehele planeet, met de verzwakking van de planeet als gevolg. Het is nu zijn taak om alle 1000 lums te verzamelen en nog belangrijker, alle vier van de legendarische maskers waarvan wordt gezegd dat ze de Grote Polokus kunnen oproepen, die de enige hoop is om de planeet van de robo-piraten te bevrijden, te vinden.
Als Rayman later in The Marshes of Awakening komt, kan hij naar een monster gaan, genaamd Jano, die Rayman weer terugstuurt. Jano bewaakt een plek waar hij hem niet in laat. Hij zegt dat Rayman de naam van de plek moet kennen voor hij naar binnen mag. Wanneer Rayman later The Marhes of Awakening verlaat en in The Bayou komt, hoort Admiral Razorbeard van Creolischer Pirate dat Rayman nu al in het moeras is gekomen en dan stuurt hij een oorlogsschip op hem af. Intussen eet Razorbeard een van de 1000 gele lums op, waardoor er nog maar 999 overblijven en The Heart of The World niet meer gerepareerd kan worden. Als Rayman na The Bayou in The Sanctuary of Water and Ice komt, gaat Rayman over het ijs schaatsen tot hij Axel tegenkomt, de beschermer van The Sanctuary of Water and Ice. Als Rayman Axel verslagen heeft, krijgt hij het eerste masker.

### Wanneer Rayman al één masker heeft
In The Menhir Hills krijgt Rayman voor het eerst te maken met een Walking Shell. Dit zijn gele raketten met voeten aan de onderkant. Rayman kan ze temmen en vervolgens berijden. Als Rayman twee keer een Walking Shell bereden heeft komt hij bij Clark, een vriend van Rayman die zeer sterk is. Hij heeft 20 robo-piraten verslagen en een paar opgegeten die hem best zwaar op de maag lagen. Nu ligt de grote spierbundel ziek tegen de muur aan en vraagt aan Rayman of hij een elixer wil ophalen bij The Cave of Bad Dreams, een plek waar Rayman kan komen via The Marshes of Awakening. Rayman zegt dat hij de naam van die plek zal onthouden en gaat nu terug naar The Marhes of Awakening, waar hij "weer" naar Jano gaat, het monster dat The Cave of Bad Dreams bewaakt. Jano leest in Raymans geheugen dat hij de naam van deze plek weet. Hij vertelt Rayman eerst dat er een schat verborgen ligt en laat hem dan naar binnen. Maar Rayman zal snel moeten zijn, want als Jano hem in kan halen zal Jano geen genade met Rayman hebben en hem ombrengen. Rayman zal reizen door een griezelige grot met toch behoorlijk veel licht, waardoor Rayman al het enge om hem heen zeer goed kan zien. Uiteindelijk moet hij vluchten voor Jano die hem inhaalt. Maar nadat Rayman hem verslaat wil Jano hem toch wel helpen. Dan vindt Rayman de schat en mag hij kiezen of hij deze wil hebben of niet. Rayman wil de schat niet hebben en krijgt daarom het elixer, waarmee hij in The Menhir Hills Clark weer beter maakt. Clark rent nu dwars door een muur heen, zodat de muur kapot gaat. Nu kan Rayman verder komen in deze wereld. Met behulp van een Walking Shell komt hij vervolgens bij The Menhir Hills uit.
In The Canopy bevrijdt Rayman Globox die hem weer een nieuwe kracht geeft van Ly. Helaas worden zowel Globox als Clark later gevangengenomen. In The Whale Bay bevrijdt Rayman Carmen de walvis.
In The Sanctuary of Stone and Fire komt Rayman in een ondergronds doolhof. Als hij de weg heeft gevonden komt hij bij een monster, zoals Jano. Als Rayman die heeft verslagen komt hij eerst weer buiten maar dan valt hij plotseling weer in het labyrint. Het is hier veel groter dan waar Rayman eerst was. Rayman moet hier twee magische kristallen zoeken om Umber tot leven te wekken. Ook al is Umber de beschermer van The Sanctuary of Stone and Fire, hij is geen eindbaas. Hij helpt Rayman juist naar het masker toe.

### Wanneer Rayman al twee maskers heeft
In The Echoing Caves komt Rayman in een tunnel die vlak bij een afgrond is gebouwd. In het begin en het einde van deze wereld komt Rayman die afgrond tegen. In The Precipice rent hij dan ook over gammele bruggetjes heen, boven de afgrond, terwijl hij steeds van achteren beschoten wordt. Hierbij wordt een nummer afgespeeld die veel op de originele soundtrack lijkt.
The Top of the World doorkruist Rayman met een stoel die vliegensvlug over een kabelbaan raast. Dan komt hij in The Sanctuary of Rock and Lava. Deze tempel ligt midden in een moeras. In de tempel moet Rayman op zoek gaan naar vliegende bloemen en zorgen dat hij niet geraakt wordt door de doornplanten die de hele tempel omstrengelen. Bij Beneath The Sanctuary of Rock and Lava lijkt het onmogelijk om dit te doorkruisen omdat Rayman dan de lucht in moet, tussen de doornplanten door. Dan komt Ly de fee, die een nieuwe kracht aan Rayman geeft zodat hij kan vliegen. Op die manier vliegt hij deze wereld door tot hij Foutch tegenkomt, de beschermer van The Sanctuary of Rock and Lava. Hij geeft Rayman een klap waardoor hij niet meer kan vliegen en een heel eind naar beneden valt. Als Rayman Foutch heeft verslagen, krijgt hij het derde masker.

### Wanneer Rayman al drie maskers heeft
Als Rayman The Tomb of the Ancients heeft doorkruist, blijkt Clark hier gevangen te zitten. Hij heeft een machine op zijn rug zitten, waardoor hij bestuurd wordt door de Creolischer Pirate. Rayman zal nu proberen de machine kapot te schieten. Bij Rayman 2: Revolution kan Rayman een nieuwe gele lum creëren als hij Clarks machine heeft kapotgeschoten. Dan zijn er dus weer 1000 gele lums.
Wanneer Rayman vervolgens in The Iron Mountains komt, gaat hij via een luchtballon naar een eiland dat hij met behulp van een Walking Shell zeer goed kan verkennen. Eerst bevrijdt Rayman een paar baby's en dan probeert hij weg te gaan bij dit eiland. Uiteindelijk komt hij bij Uglette, de vrouw van Globox. Ze vraagt Rayman om nog meer baby's te redden, die in mijnen opgesloten zitten. Wanneer Rayman ze met een piratenschip heeft bevrijd geeft een baby hem het laatste masker. Hiermee roept hij nu eindelijk de grote Polokus op.

### Wanneer Rayman de grote Polokus heeft opgeroepen
In de wereld The Prison Ship, wordt Razorbeard door Grol van Grolgoth B.V bezocht. Hij koopt een grolgoth, een robot waarmee hij Rayman wil ombrengen. Nu gaat Rayman weer terug naar The Buccaneer om op zoek te gaan naar Admiral Razorbeard. De chaos is niet te overzien en Rayman moet proberen om al schaatsend het brandende schip te doorkruisen. Daarna moet hij ook proberen de kapitein te vermoorden. Dan gaat hij op een Flying Shell snel door het ruim van het schip heen vliegen. Later gaat Razorbeard naar The Crow's Nest toe, waar hij in de grolgoth stapt. Tegen het "grote" kraaiennest aan zit een liftschacht. Razorbeard wil Globox vermoorden, die aan een antenne op de liftschacht hangt. Plotseling komt Rayman uit de lift en roept: "leave my friend alone!" Nu Razorbeard vol verbazing Rayman ziet, richt hij zijn vizier op Rayman. Razorbeard schiet de hele liftschacht naar beneden. Rayman en Globox zijn niet meer te zien en Razorbeard roept: "Je bent nu voor altijd alleen! Ha! Ha! Ha!" Maar dan klimt Rayman op het kraaiennest en kijkt naar beneden, waar Globox ook nog blijkt te leven. Rayman gaat nu vechten tegen de grolgoth. Rayman kan de grolgoth zwakker maken door zijn vliegende bommen terug te schieten. Dan wil Razorbeard Rayman in één keer vermoorden door op hem te springen met grolgoths grote voeten. Maar hij springt mis waardoor de vloer bij het kraaiennest breekt. Rayman en de grolgoth met Razorbeard daarin, vallen nu beiden naar beneden.
Rayman komt weer ergens binnenin het schip terecht en valt bijna in de lava. Gelukkig wordt Rayman op tijd gered door een zilveren lum, gestuurd door Ly de fee. Rayman wordt vlak bij een Flying Shell neergezet. Dan vertelt Ly via de lum dat de slaven uit The Buccaneer zijn ontsnapt, dat Polokus alle robo-piraten heeft geëlimineerd en dat Rayman alleen nog Razorbeard hoeft te vernietigen, oftewel, Razorbeard leeft nog. Rayman kijkt vol verbazing naar de grolgoth, die zich op tijd heeft vastgehouden aan twee palen voor hij in de lava viel. Op zijn Flying Shell vliegt Rayman naar energiestralen toe, waarmee hij op de handen van de grolgoth schiet, die dan de palen loslaten. Na even in de lava te hebben gesparteld, houdt de grolgoth zich weer aan de palen vast. Hij schiet nu achtervolgende vuurbollen op Rayman af. Rayman moet telkens weer, met de achtervolgende vuurbollen achter zich aan, op de handen van de grolgoth schieten. Uiteindelijk blijft de grolgoth in de lava liggen, waarna Razorbeard er met een soort kleine ufo uitkomt. Hij activeert het zelfvernietigingssysteem via een afstandsbediening op de grolgoth. Razorbeard vliegt nu razendsnel weg. Hij roept: 'Ik kom terug!' Dan ontploft de grolgoth, waardoor The Buccaneer helemaal wordt vernietigd. Raymans vrienden, waaronder Ly, Globox met zijn gezin, Polokus en Clark, zitten nu bij elkaar vol verdriet over Rayman, die in het schip is blijven zitten. Ze hebben slechts een schoen van hem als aandenken. Maar dan komt Rayman eraan zonder schoen. De baby's en Raymans schoen gaan direct op hem af, Rayman leeft dus nog. En dat na die grote explosie. Er wordt enorm feestgevierd en bij de aftiteling zie je Razorbeard die in zijn kleine ufo door de ruimte vliegt.

## Personages
- Rayman; De protagonist van het verhaal zonder armen, benen of nek.
- Globox; De beste vriend van Rayman.
- Ly de fee; Een fee die Rayman af en toe krachten en raad geeft.
- Admiral Razorbeard; De slechterik van het spel. Hij heeft een leger van robo-piraten waarmee hij de wereld wil veroveren.
- Teensies; De magische beestjes die vergeten zijn wie hun koning is. Ze komen steeds voor aan het einde van een wereld.
- Clark; Een spierbundel die bij het verslaan van 20 robo-piraten slecht gegeten heeft. Later wordt hij gevangengenomen door de robo-piraten vlak bij hun technische check-up basis.
- Jano; Het enge monster dat The Cave of Bad Dreams bewaakt.
- Murfy; Een vliegende kikker die Rayman, als een soort gids, soms helpt.
- Polokus; De god en schepper van een nieuwe planeet die Rayman moet oproepen.
- Creolischer Pirate; De klungelige robo-piraat die vlak onder Razorbeard staat.
- Uglette; De vrouw van Globox

Zie ook: Lijst van personages uit Rayman

## Recensies
| Recensies (Origineel, non-DS versie) | Recensies (Origineel, non-DS versie) |
| Uitgever                             | Score                                |
| ------------------------------------ | ------------------------------------ |
| GameSpot                             | 9.3/10                               |
| IGN                                  | 9.6/10                               |
| MetaCritic                           | 90/100                               |
| GameRankings                         | 93%                                  |
| ActionTrip                           | 8.9/10                               |

Rayman 2 kreeg positieve recensies van critici. Het werd geprezen voor zijn gameplay, audio, graphics en besturing. Critici prezen dit computerspel om de kleurrijke wereld, de variërende soundtrack en de gameplay.
De recensies voor de Nintendo DS versie (genaamd "Rayman DS") waren gemixt. Het spel kreeg kritiek op gameplay-fouten en problemen met de camera. Terwijl het spel gespeeld kon worden met het touchscreen, werd het gezien als onhandig.